# Israel Davidson
Israel Davidson (* 27. Mai 1870 in Jonava, Litauen; † 27. Juni 1939 in Great Neck (New York)) war ein amerikanischer jüdischer Schriftsteller litauischer Herkunft (Litwak), einer der führenden amerikanischen hebräischen Schriftsteller seiner Zeit. 

## Leben
Davidson studierte in den Jeschiwas in Jonava, Volozhin und Slobodka. 1898 zog er nach New York, arbeitete in verschiedenen Berufen und erwarb einen Ph.D. an der Columbia University.
Sein Hauptwerk war die vierbändige Otsar ha-shirah veha-piyut (Thesaurus der mittelalterlichen hebräischen Poesie, New York 1924–1933).